# SSAVI
Az SSAVI - Suppressed Synchronization and Active Video Inversion angol rövidítése. Magyar jelentése elnyomott szinkronizáció és aktív video inverzió. Analóg rendszereken (PAL, NTSC) közvetített előfizetéses televízió csatornák kódolására alkalmazott módszer. Ma már kevés helyen használják. Főként az elmaradottabb, technikailag lassabban fejlődő országokban még ma is találkozhatunk vele például Magyarország, Románia, Szlovákia, Ukrajna, Szerbia, Szlovénia, Horvátország, Görögország, Törökország stb.

## Kiegészítés
Csak analóg rendszereken valósítható meg, mivel közvetlenül a tévékészülékre hat. Gátolja a kép helyes megjelenítését, bár annak nagy százaléka érintetlen marad, ellentétben a digitális kódolásokkal, ahol magát a hasznos adatot konvertálják. A videojel hasznos részét (a képet) nem módosítja, csak annak pozicionáló jelzéseit rejti el a készülék elől. Ezek a jelzések a TV helyes működése közben nem láthatóak, mivel csak a kép rekonstrukciójáért felelősek. Ha csak egy folyamatos, pusztán képi információt tartalmazó összefüggő jelünk lenne, nem tudnánk hogy hol kezdődik egy sor vagy egy új képkocka.
A normál PAL videojel több részre tagolható: látható kép, horizontális szinkronizáció, vertikális szinkronizáció, VBI adat. Az egész videojel 0 és 1 volt közötti feszültségtartományban mozog, a képet alkotók 0,3 V és 1 V között. 0,3 V alatti jeleket a készülék nem jeleníti meg, ezeket nevezzük a szinkronizációs jeleknek. Így felismerhető egy egyszerű áramkörrel, hogy hol járunk éppen a videojelben. PAL szabványú jel egy sora másodpercenként 15 625 alkalommal ismétlődik meg. Egy sor 18%-a szinkronizációs jelekből áll, további 82%-a maga a kép. Minden képkocka előtt és után (elején és végén) találhatók a vertikális szinkronizációs jelek és a VBI adat, többek között maga teletext. A színeket a horizontális szinkronizációs traktusban található 4,43 MHz frekvenciájú szinuszos referencia jel és a kép egy pontján mérhető ugyanolyan frekvenciájú jel fáziseltolódásából számítja ki. Ha a referencia jel és a mért jel pontosan π periódussal tér el egymástól, akkor a színek az ellentétükre fordulnak. A szín előállításának bonyolultságát a fekete-fehér televíziók jelfeldolgozó egységeinek szabványa indokolta, így nem volt szükséges azok lecserélése.

## Működése
A fent említett horizontális szinkronjelek kezdetét először megjelölik egy ismeretlen frekvenciájú rövid jellel. Ezután a szinkronjelek 0 és 0,3 V közé eső részét elrontják 1 V feszültséggel kiemelt részekkel. Ezzel már az érzékenyebb készülékek képtelenek megkülönböztetni a sorok kezdetét. Az eljárás leghatásosabb mozzanata az összes szinkronizációért felelős jelek kiemelése változó feszültséggel. Így a szinkronizációs jelek feszültségszintjei egy sávba fognak esni a képpel, ezáltal egyszerű feldolgozásra alkalmatlan jelet kapunk. A kódolásra érzéketlenebb készülékek miatt a látható képet változó időközönként invertálják, így azok élvezhetetlenné válnak.

## Dekódolása
A szolgáltató minden arra jogosult ügyfelének set-top-box készüléket ad használatra. Ezek az egységek központilag programozhatóak, új csatornák felvétele és sorrendjük megváltoztatása nem lehetséges. A kódolást kiegészítő információkra támaszkodik működése közben, melyek más ismeretlen frekvencián érhetők el.